# Кам'яниця з драконами
Кам'яниця з драконами — колишній київський прибутковий будинок на бульварі Тараса Шевченка, 19, який був частиною садиби Хильчевського.

## Історія кам'яниці

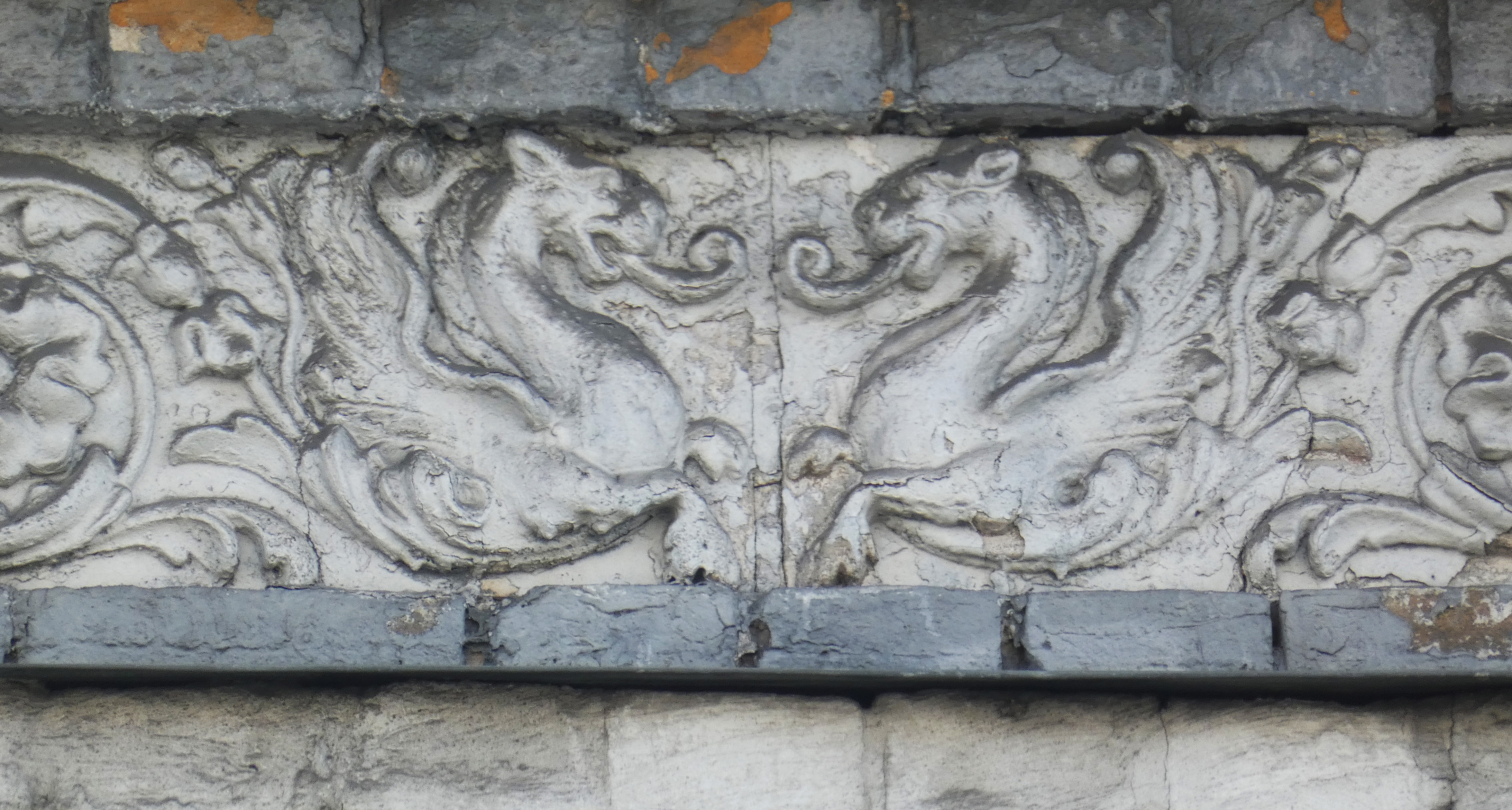
Дракони

Станом на 1892 рік садибою володів київський викладач Іван Хильчевський (1809—1899). За словами Сергія Єфремова, заслугою цієї людини «було виховання для України людей, що стали незабаром її оздобою і здобули собі загальну пошану». Він був другом і наставником українського письменника, мовознавця, перекладача, етнографа, батька українського історичного роману Пантелеймона Куліша. Саме Хильчевський навернув свого товариша до українства. А письменник зі свого боку присвятив Іванові поему «Настуся».
Іван Хильчевський знав кілька мов, тому його призначили працювати бібліотекарем у Луцьку. Він систематизував конфісковані російською владою у волинських магнатів приватні бібліотеки. 1845 року його перевели в Острозьку школу, згодом у Білу Церкву. У 1856—1874 роках викладав географію і латинську мову в різних навчальних закладах Києва — у другій київській гімназії, кадетському корпусі, Левашовському дівочому пансіоні, інституті шляхетних панянок, Фундуклеївській жіночій гімназії. Останні роки свого життя, після того, як 1894 року вивихнув ногу, провів безвихідно вдома.
1899 року ділянку успадкувала Лідія Іванівна Лисіна.
1906 року садибу придбав адвокат і присяжний повірений Давид Соломонович Коджак. Він входив до складу «Комісії з краси міста» при міському самоврядуванні, яка мала дбати про благоустрій та естетику Києва. Її очолював міський голова Іполит Дьяков. У роботі комісії брали участь архітектори Едуард-Фердинанд Брадтман, Владислав Городецький, Іполит Ніколаєв, художники Олександр Мурашко та Сергій Світославський, гласні міської думи: інженер-технолог Фридріх Фальберг, інженер шляхів сполучень Олександр-Адольф Кіх, правник Віталій Дитятін, присяжний повірений Фауст Бржозовський, український історик, громадський діяч Іван Щітківський і професор Київської духовної академії, протоієрей Микола Гроссу.
Близько 1922 року садибу націоналізували більшовики.
У 1991—2013 роках будівля перебувала на балансі дитячої поліклініки Шевченківського району, а згодом — консультативно-діагностичного центру. Кам'яниця занедбана і потребує капітальної реконструкції.

### Архітектура
Двоповерхову цегляну кам'яницю з льохами спорудили 1894 року на червоній лінії бульвару.
Чоловий фасад виконано у формах історизму з елементами неоренесансу. Площина розділена розкріповками: центральна увінчана тридільним аттиком, бічні — прямими. У розкріповках на рівні другого поверху віконні прорізи — аркові. Оформлені пілястрами з розетками і капітелями композитного ордера. Прямокутні вікна першого поверху прикрашені замковими каменями, а другого — сандриками з декорованими гірляндами. Міжвіконня на першому поверсі рустоване.
Парадний вхід має двостулкові двері. Над піддашком — картуш із датою будівництва й декор у вигляді меандра. Під карнизом будинок оздоблений декоративними драконами.

Декор
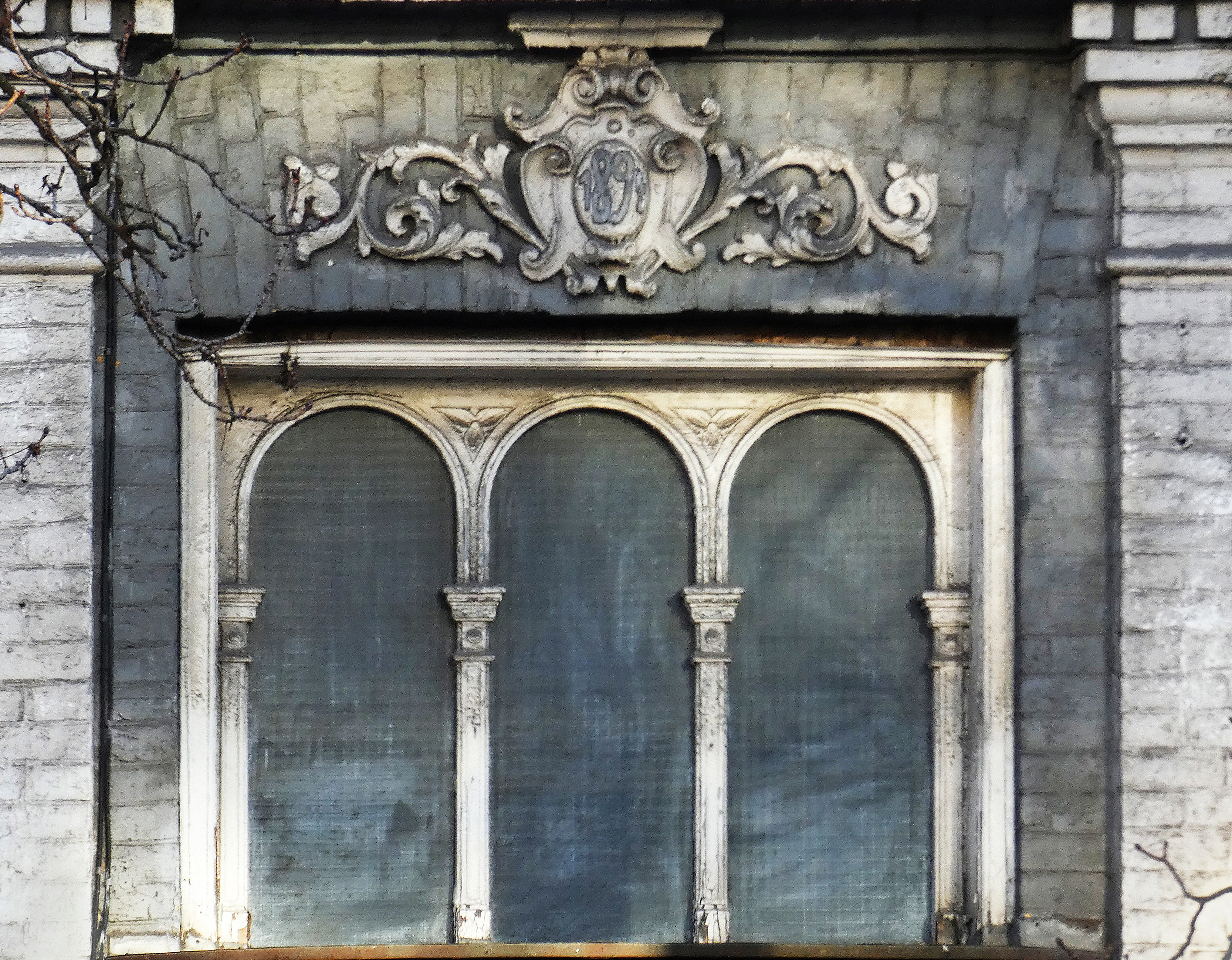
Декор над входом
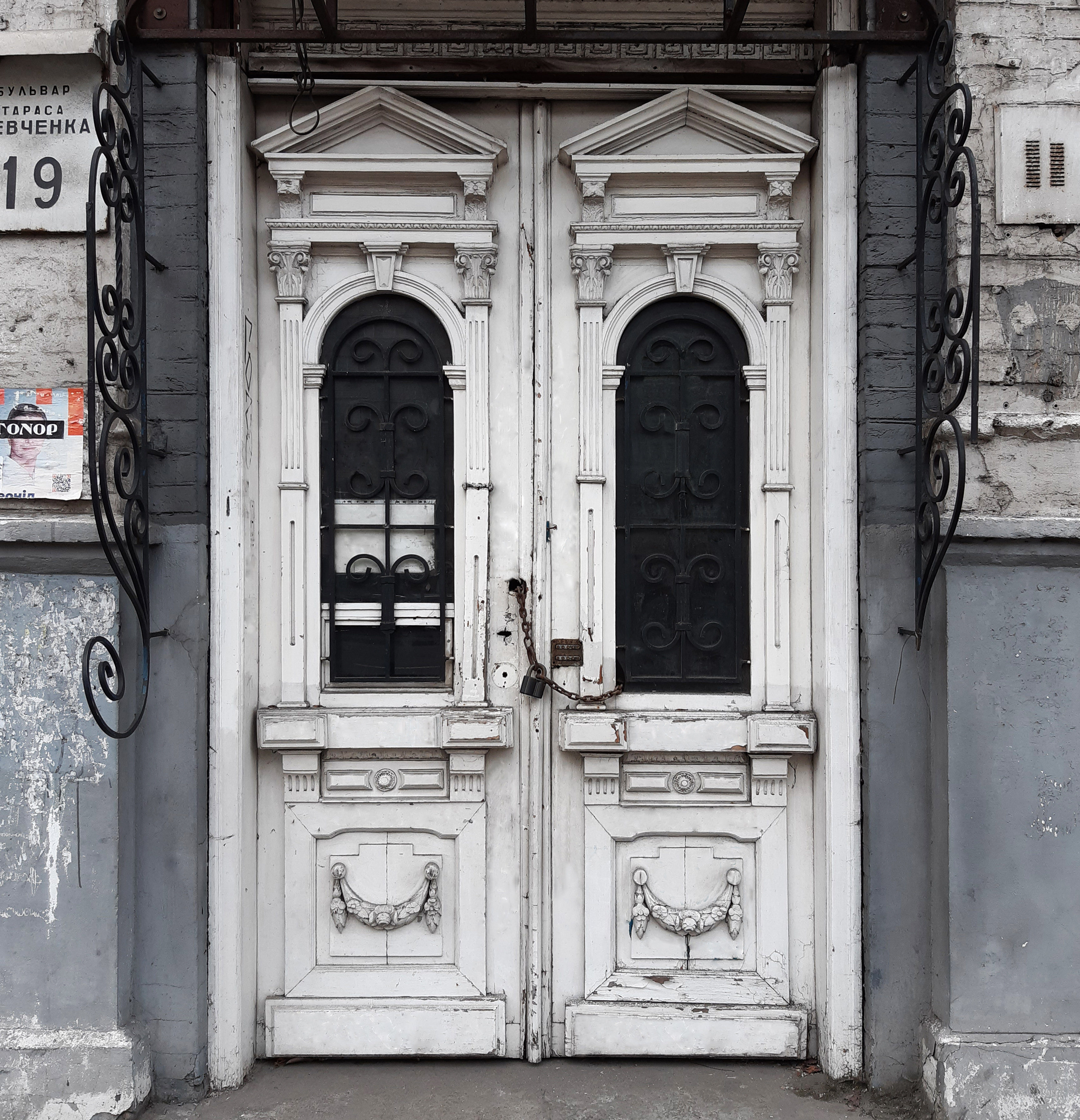
Колишній парадний вхід
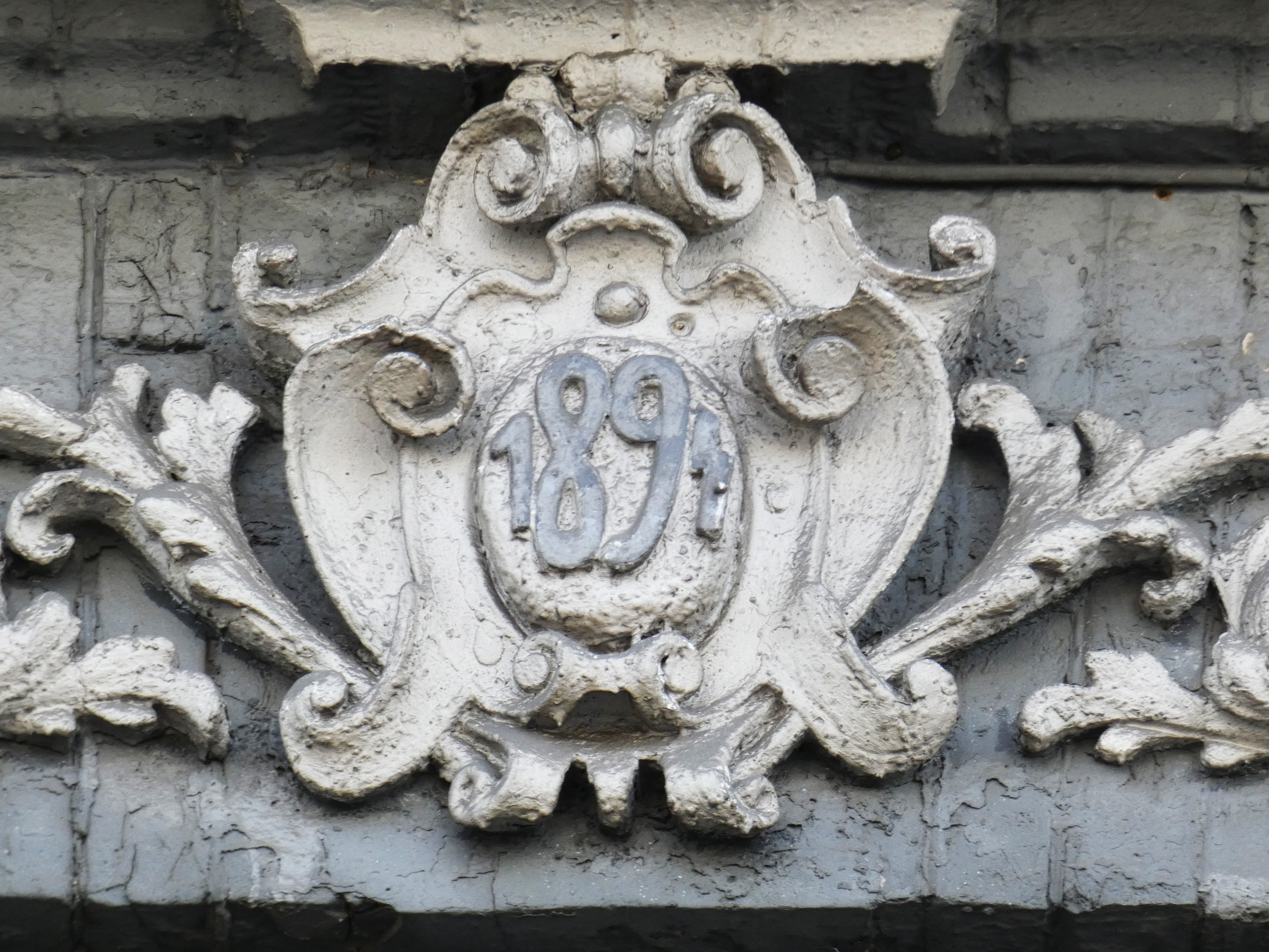
Дата в картуші

## Виставка «Будинок, що спить»
3 грудня 2020 року, у день народження українського філософа Григорія Сковороди, у вікнах кам'яниці з драконами розмістили фотовиставку «Будинок, що спить» . Організатори заходу — український фотограф, фотожурналіст, режисер, кореспондент «Associated Press», президент Української асоціації професійних фотографів Мстислав Чернов і громадська організація «Мапа Реновації».
У центральному вікні вміщений портрет Григорія Сковороди. Мстислав Чернов також виставив архівні портрети українців у традиційному вбранні, які зробив фотограф Іван Карпов (близько 1876 — 1953). У всіх людей на фото заплющені за допомогою графічного редактора очі. Це — відсилання до філософії Сковороди, який говорив, що «весь світ спить». Сучасна людина теж перебуває у тенетах віртуального світу, світу, спотвореного медіа й рекламою.
Мстислав Чернов, використовуючи вікна як рами для фотографій, поєднав фотомистецтво й архітектуру і наповнив їх новими сенсами. Своїми творами журналіст закликає спільними зусиллями зберегти культурне надбання народу в усіх сферах. Це — третя виставка у рамках проєкту «Зазираючи у вікна». Уперше Мстислав Чернов виставив старі фотографії 2013 року у вікнах будинку на Ярославому валу, 15. Організатори прагнуть привернути увагу громадськості й місцевої влади до аварійних і занедбаних історичних кам'яниць. Водночас таким чином популяризується творчість українських фотографів.

Проєкт «Зазираючи у вікна»
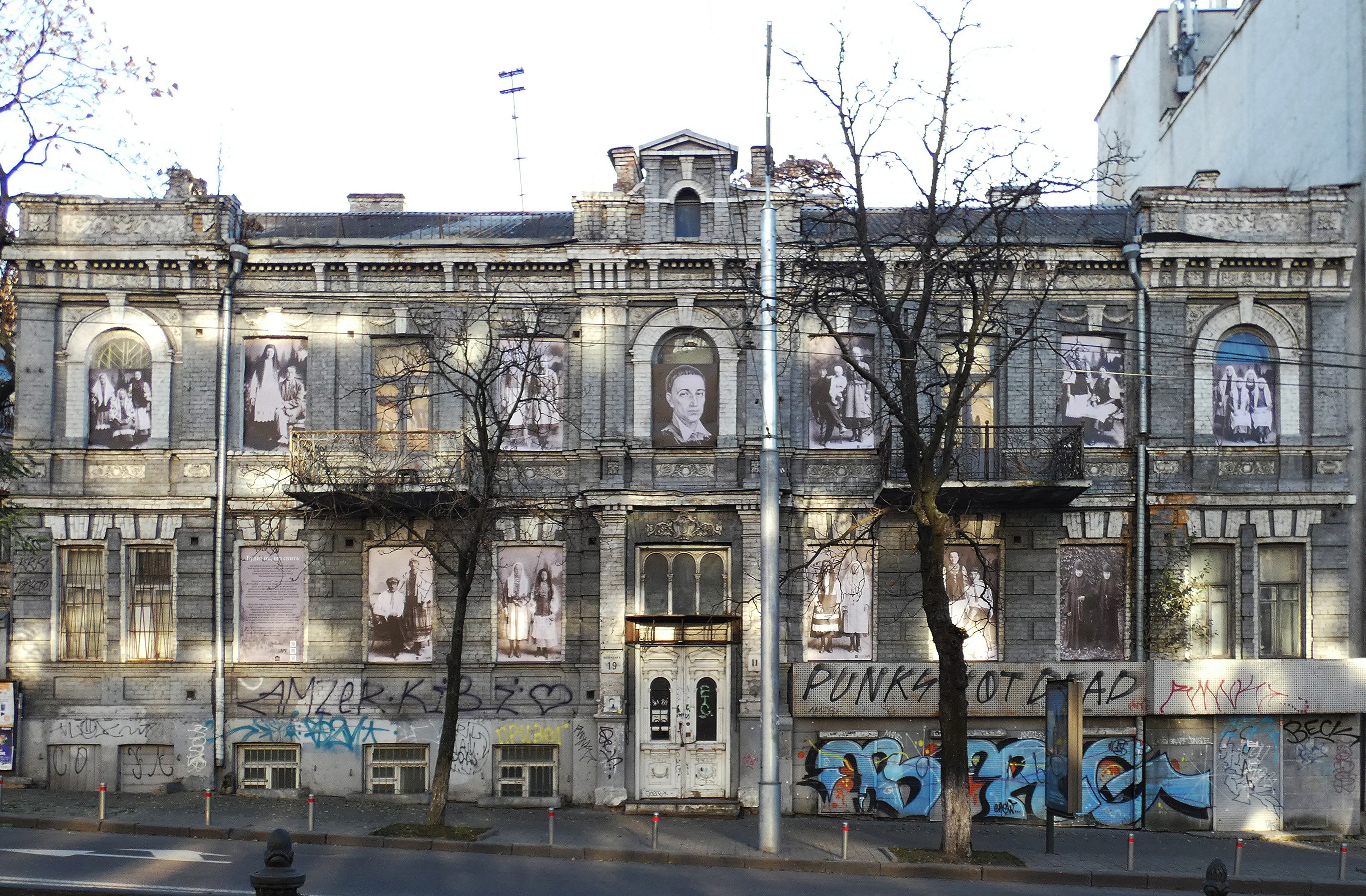
Виставка у вікнах кам'яниці
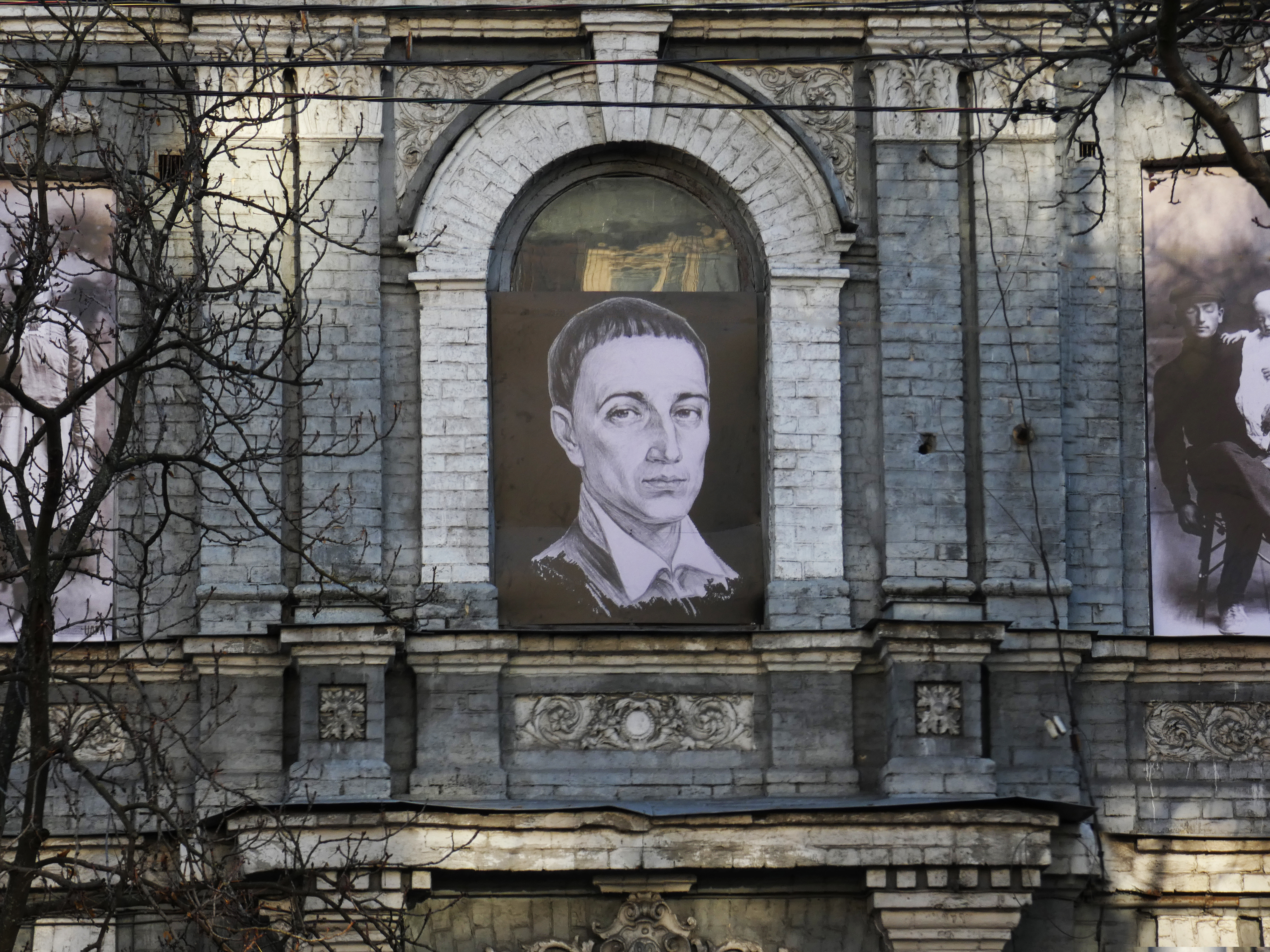
Григорій Сковорода